# Fish (BONNIE PINKの曲)
『Fish』（フィッシュ）は、BONNIE PINKの限定シングル・レコード盤。2000年4月5日発売。発売元はイーストウエスト・ジャパン、販売元はワーナーミュージック・ジャパン。規格コードはMQJN-6。

## 解説
- ｢Fish｣はアルバム『Let go』と同時リリースされた限定2000枚の12インチシングル盤。『Let go』より4曲収録されて発売された。

## 収録曲

### A面
1. Fish
(作詞・作曲:Bonnie Pink)
2. Reason
(作詞・作曲:Bonnie Pink)

### B面
1. Shadow
(作詞・作曲:Bonnie Pink)
2. You Are Blue, So Am I 
（作詞・作曲:Bonnie Pink）

## 収録アルバム
- 『Let go』（A-1.、A-2.、B-1.、B-2.）
- 『re*PINK BONNIE PINK REMIXES』（A-2.）～リミックス・ヴァージョンを収録
- 『Every Single Day -Complete BONNIE PINK（1995-2006）-』（B-2.）